# Mistrzostwa Świata w Piłce Nożnej 1974 (eliminacje strefy CONMEBOL)

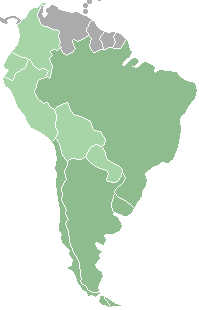
Ciemnym (zielonym) kolorem zaznoczono państwa, które uzyskały awans do finałów MŚ 1974

W eliminacjach ze strefy CONMEBOL uczestniczyło 8 drużyn. Z turnieju kwalifikacyjnego zrezygnowała drużyna Wenezueli. W rozgrywkach tych awansowała drużyna, która zajęła 1. miejsce w swej grupie eliminacyjnej. Kwalifikacje trwały od 21 czerwca do 5 sierpnia 1973 roku.

## Grupa 1
| Poz. | Drużyna  | Pkt | M | W | R | P | B+ | B- | +/- |
| ---- | -------- | --- | - | - | - | - | -- | -- | --- |
| 1    | Urugwaj  | 5   | 4 | 2 | 1 | 1 | 6  | 2  | +4  |
| 2    | Kolumbia | 5   | 4 | 1 | 3 | 0 | 3  | 2  | +1  |
| 3    | Ekwador  | 2   | 4 | 0 | 2 | 2 | 3  | 8  | −5  |

 Kolumbia −  Ekwador 1:1
 Kolumbia −  Urugwaj 0:0
 Ekwador −  Kolumbia 1:1
 Ekwador −  Urugwaj 1:2
 Urugwaj −  Kolumbia 0:1
 Urugwaj −  Ekwador 4:0

## Grupa 2
| Poz. | Drużyna   | Pkt | M | W | R | P | B+ | B- | +/- |
| ---- | --------- | --- | - | - | - | - | -- | -- | --- |
| 1    | Argentyna | 7   | 4 | 3 | 1 | 0 | 9  | 2  | +7  |
| 2    | Paragwaj  | 5   | 4 | 2 | 1 | 1 | 8  | 5  | +3  |
| 3    | Boliwia   | 0   | 4 | 0 | 0 | 4 | 1  | 11 | −10 |

 Boliwia −  Paragwaj 1:2
 Argentyna −  Boliwia 4:0
 Paragwaj −  Argentyna 1:1
 Boliwia −  Argentyna 0:1
 Paragwaj −  Boliwia 4:0
 Argentyna −  Paragwaj 3:1

## Grupa 3
| Poz. | Drużyna   | Pkt          | M            | W            | R            | P            | B+           | B-           | +/-          |
| ---- | --------- | ------------ | ------------ | ------------ | ------------ | ------------ | ------------ | ------------ | ------------ |
| 1=   | Chile     | 2            | 2            | 1            | 0            | 1            | 2            | 2            | 0            |
| 1=   | Peru      | 2            | 2            | 1            | 0            | 1            | 2            | 2            | 0            |
| —    | Wenezuela | zrezygnowała | zrezygnowała | zrezygnowała | zrezygnowała | zrezygnowała | zrezygnowała | zrezygnowała | zrezygnowała |

 Peru −  Chile 2:0
 Chile −  Peru 2:0
 Chile −  Peru 2:1

Chile rozgrywając dodatkowy "mecz o awans" (z Peru) na neutralnym terenie, awansowało (różnicą bramek) do barażu interkontynentalnego a następnie do finałów MŚ 1974.

## Drużyny, które uzyskały awans
- Urugwaj
- Argentyna
- Chile